# Mathea
Mathea, geboren als Mathea Elisabeth Höller, (Bruck an der Großglocknerstraße, 13 juli 1998) is een Oostenrijks zangeres.
In 2017 nam Mathea deel aan The Voice of Germany, waarin ze tot de sing-offs kwam.
In 2018 werd haar debuut-single 2X een nummer-1 hit in Oostenrijk. Ze schreef het nummer in december 2017 met David Slomo en Johannes Herbst.

## Discografie

### Studioalbum
- 2020: M

### EP
- 2019: M1

- International Standard Name Identifier: 0000 0004 7581 8739
- MusicBrainz: f9e1d7f4-2579-4b3b-a4ff-e0a49f6e0ef0